# Renato Vernizzi

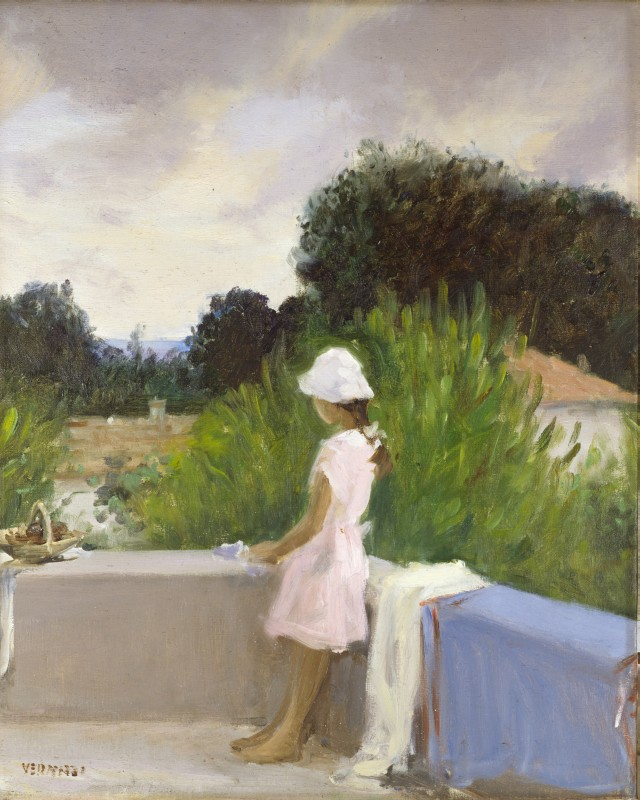
La fanciulla, 1950 ca. (Fondazione Cariplo)

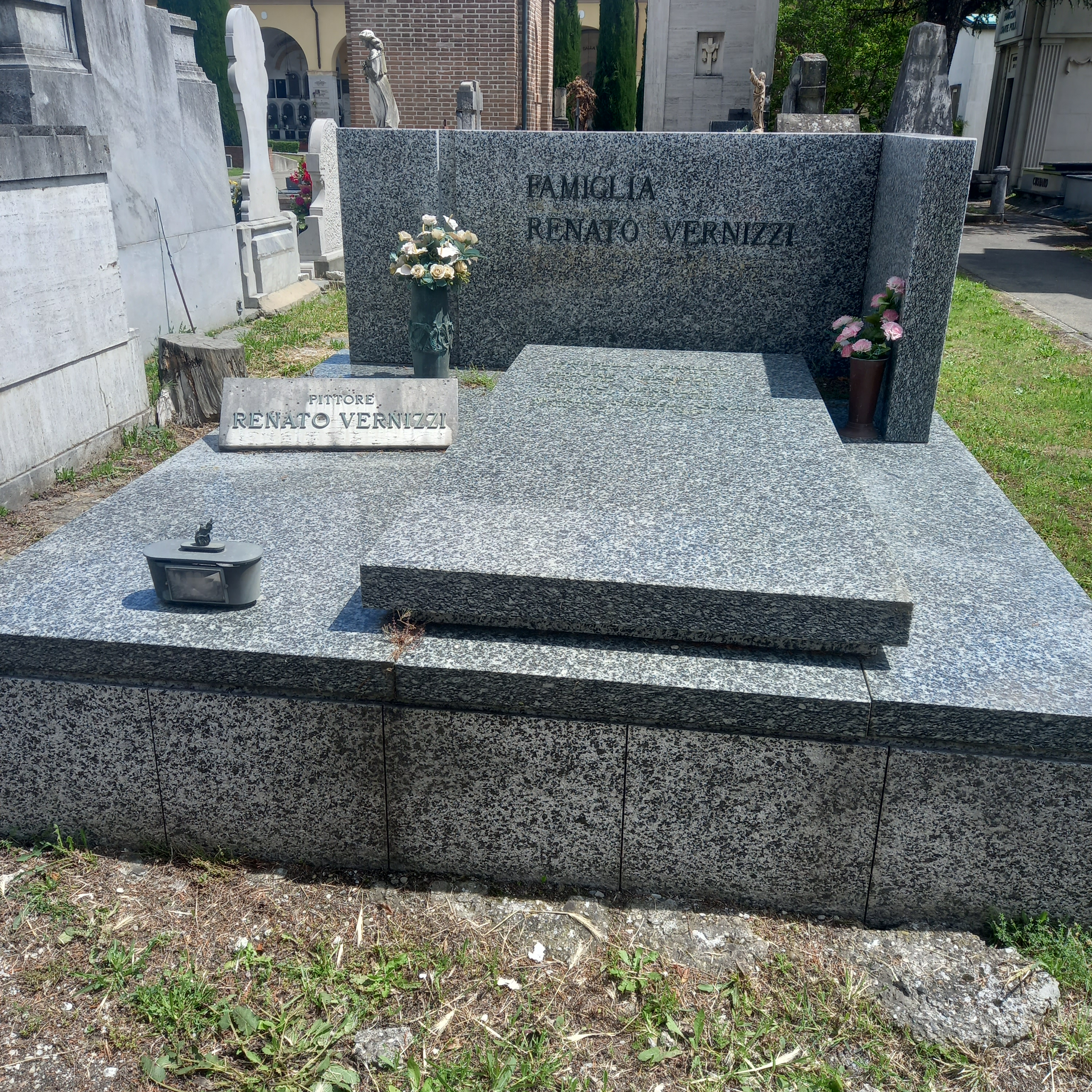
La tomba di Renato Vernizzi nell Cimitero della Villetta a Parma

Renato Vernizzi (Parma, 1º luglio 1904 – Milano, 18 gennaio 1972) è stato un pittore italiano.

## Biografia
Dal 1922 frequenta l'Accademia di Belle Arti di Parma. Nei primi anni '30 si trasferisce a Milano e si avvicina al movimento del chiarismo lombardo venendo a contatto con Adriano Spilimbergo, Angelo Del Bon, Umberto Lilloni e Birolli, condividendone idee e spazi nella casa dei pittori in Via Garibaldi 89.
Nel 1934 partecipa alla Settimana dell'arte del quotidiano milanese L'Ambrosiano, dove viene notato dalla critica. È l'inizio di un periodo fortunato che culmina nel 1936 con la partecipazione alla XX Esposizione Internazionale d'arte della città di Venezia.
Nel 1940 la Galleria d'arte moderna di Milano acquista una sua opera esposta in una sede del Sindacato fascista belle arti.
Nel 1941 vince il premio Bergamo per il paesaggio con il dipinto Carrozzella al mare. Si sposa con la pittrice Maria Teresa Cavalli, da cui nasceranno i figli Luca e Isabella. Dopo la seconda guerra mondiale si dedica a ritratti e soggetti intimisti e si avvicina al Cenacolo di via Bagutta. Nel 1955 ha inizio la sua attività didattica all'istituto d'arte Paolo Toschi di Parma.
Nel 2014 viene inaugurato all'interno del Palazzo Sanvitale di Parma il museo Renato Vernizzi, allestito in continuità col museo Amedeo Bocchi; vi sono esposte numerose opere donate dai suoi figli alla Fondazione Monte Parma nel 2009.
È stato padre del pittore Luca Vernizzi e di Isabella Vernizzi.

## Nei musei
- Museo Renato Vernizzi
- MAGI '900 di Pieve di Cento